# Pascal Groß
Pascal Groß (pronunție în germană [pasˈkaːl ˈɡʁoːs], uneori redat în engleză ca Gross; n. 15 iunie 1991, Mannheim, Germania) este un fotbalist german care evoluează pe post de mijlocaș sau fundaș lateral la Borussia Dortmund în Bundesliga și la echipa națională a Germaniei.
Un jucător versatil, Groß a jucat ca mijlocaș defensiv, fundaș drept, mijlocaș ofensiv sau atacant în cariera sa.
Groß a jucat pentru Germania la categoriile de tineret. A fost chemat pentru prima dată la echipa de seniori, la vârsta de 32 de ani, în august 2023. A debutat pe 9 septembrie 2023 într-un meci amical împotriva Japoniei. A fost inclus în lotul Germaniei care a participat la UEFA Euro 2024.

## Titluri
FC Ingolstadt
- 2. Bundesliga: 2014–15

Individual
- Jucătorul anului de la Brighton & Hove Albion: 2017–18,[3] 2023–24[4]